# 桐生信用金庫
桐生信用金庫（きりゅう しんようきんこ、英語：Kiryu Shinkin Bank）は、群馬県桐生市に本店を置く信用金庫である。通称はきりしん。

## 概要
群馬県の東毛地区を中心に展開する信用金庫。
身近な金融機関として地域社会の発展に貢献することを経営理念とする。 

## 沿革[1]
- 1925年（大正14年）2月14日 - 有限責任桐生信用組合を設立。
- 1950年（昭和25年） - 桐生信用協同組合に改組。
- 1951年（昭和26年）10月 - 信用金庫法に基づき、桐生信用金庫となる。
- 1971年（昭和46年） - 日本銀行と当座預金取引開始。
- 1982年（昭和57年） - 預金量1,000億円達成。
- 1992年（平成4年）3月 - 桐生中央・上毛の2信用金庫と合併する。
- 1995年（平成7年）  - きりしんビジネスサービス株式会社を設立。
- 1998年（平成10年） - インターネットにホームページ開設。
- 2008年（平成20年） - 預貸率が全国の信用金庫281金庫中“第一位”を記録。
- 2011年（平成23年） - きりしん次世代経営塾を開講。
- 2013年（平成25年） - 貸出金量3,000億円達成。10月、「スマートフォン用アプリ」の取扱開始。
- 2015年（平成27年）2月 - 創立90周年。
- 2022年（令和4年）10月 - 本部を太田市に移転。
- 2023年（令和5年）10月 - 本店建替工事のため西出張所へ仮移転[2]。
- 2025年（令和7年）2月10日 - 本店建替完了、グランドオープン。同時に境野支店が店舗内店舗として本店に移転した[2][3]。
- 2025年（令和7年）4月21日 - この日から磁気の影響を受けにくい新しい通帳（Hi-Co通帳）を取扱開始した(Hi-Co通帳に対応していない信用金庫ATMではHi-Co通帳は使えない。)[4]。

## ATMベンダ
オムロンのJX-ATMとLeadusのAK-1があり、順次通帳繰越対応のAK-1に置き換えられている。

## 関連会社
- きりしんビジネスサービス株式会社